# Синдики (картина)
«Синдики» (нидерл. De Staalmeesters) — групповой портрет из Рейксмюзеума, написанный в 1662 году Рембрандтом по заказу ежегодно избираемых членов амстердамской гильдии суконщиков, призванных следить за качеством тканей, произведенных и окрашенных в городе. 
В доме, где собирались текстильные цехи (изготовители шелка, саржи, сукна) был свой зал совета. Синдики заказали Рембрандту портрет для зала суконщиков. Группа синдиков состояла из членов разных религиозных общин и включала в себя двух католиков, ремонстранта, кальвиниста и меннонита, избранных на свои должности со страстного четверга 1661 года по страстной четверг 1662 года.  
Синдики пожелали, чтобы портрет был выполнен в традиционном стиле, когда все персонажи сидят за столом с непременным слугой и изображаются анфас. Рембрандт выполнил все требования заказчиков, и картина провисела в зале суконщиков больше века — до 1771 года, после чего она переехала в ратушу.

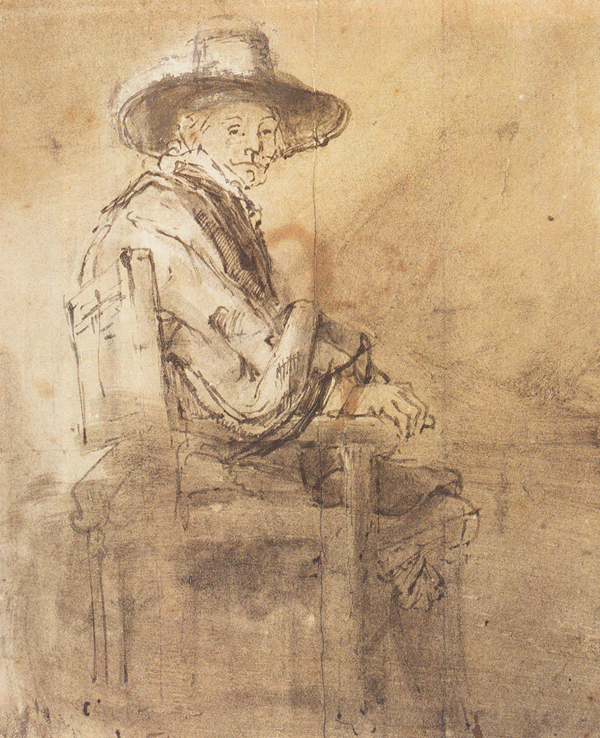
Рисунок Рембрандта к «Синдикам»

Находясь в жестких рамках, художник все же сумел проявить своё мастерство. Сохранилось множество подготовительных рисунков, Рембрандт искал и нашёл необычное решение: стол развернут под углом, с него свешивается роскошное сукно. Синдики в шляпах с широкими полями и слуга расположены вокруг двумя треугольниками. Они заняты очень важным делом и только зритель заставил их всех повернуть головы и взглянуть на вошедшего. Работа, вероятно, была подвешена довольно высоко в комнате, над камином, поэтому восходящая перспектива имела практическую функцию: она соответствовала линии взгляда зрителя в комнате.
Все лица тщательно выписаны и легко узнаваемы. В центре за бухгалтерской книгой председатель Виллем ван Дуйенбург (Willem van Doeyenburg 1616—1687). Вперед наклонился меннонит Волькерт Янс (Volckert Jansz 1605—1681). Крайний слева — католик Якоб ван Лоон (Jacob van Loon 1595—1674). Йохим де Неув (Jochem de Neve 1629—1681) держит страницу бухгалтерской книги. Кошель с монетами в руке Арнаута ван дер Мия (Aernout van der Mye 1625—1681). Слуга — Франс Бель (Frans Hendricksz. Bel 1629—1701).
На картине, помимо бухгалтерской книги и набитого кошеля, есть ещё один важный символ. На стене висит картина с изображением маяка, роль которого в гильдии играют синдики.